# Here comes the rain again
Here comes the rain again is een nummer van de Britse groep Eurythmics. Het is afkomstig van hun derde studioalbum album Touch uit november 1983. Op 13 januari 1984 werd het nummer wereldwijd op single uitgebracht.

## Achtergrond
De titel van het nummer is afkomstig van zangeres Annie Lennox. Tijdens een toer zaten zij en David A. Stewart op een hotelkamer en kregen een geschil. Nadat het geschil was opgelost, begon het buiten te regenen en Lennox zei de titel. Het lied gaat echter niet over regen, maar het droeve gevoel bij een onbeantwoorde liefde ("So baby talk to me, like lovers do"). Stewart zei later, dat hij een "grootheid" was in melancholische liedjes. Hij deelde toen tevens mee dat de akkoordenwisseling van b-mineur naar B-majeur bijdroeg aan het droeve karakter.
Michael Kamen zorgde voor het arrangement voor het strijkorkest. De ruimte in de geluidsstudio was echter te klein om alle strijkers te kunnen bevatten. De diverse partijen werden in verschillende studioruimten opgenomen en later bij de mix pas samengevoegd. De gehele opname en mix periode voor het album Touch waar ook het nummer Here Comes The Rain Again" op staat, bedroeg slechts drie weken.
De plaat werd een wereldwijde hit en bereikte in thuisland het Verenigd Koninkrijk de 8e positie in de UK Singles Chart. Ook in Ierland werd de 8e positie behaald, in Australië de 16e, Nieuw-Zeeland de 32e, de VS de 4e, Canada de 8e, Venezuela de nummer 1-positie, Duitsland de 14e, Zwitserland de 19e, Noorwegen de 10e en Finland  de 24e.
In Nederland werd de plaat begin 1984 veel gedraaid op Hilversum 3 en werd een radiohit in twee van de destijds drie landelijke hitlijsten op de nationale publieke popzender. De plaat bereikte de 33e positie in de Nationale Hitparade en de 40e in de TROS Top 50. In de Nederlandse Top 40 werd géén notering behaald. De plaat bleef steken op een 4e positie in de Tipparade. In de Europese hitlijst op Hilversum 3, de TROS Europarade, werd de 25e positie behaald.
In België bereikte de plaat de 15e positie in de voorloper van de Vlaamse Ultratop 50 en de 12e positie in de Vlaamse Radio 2 Top 30. In Wallonië werd géén notering behaald.
In de sinds december 1999 jaarlijks uitgezonden NPO Radio 2 Top 2000 van de Nederlandse publieke radiozender NPO Radio 2 stond de plaat in 2014 voor het eerst in de lijst der lijsten, met als hoogste notering tot nu toe een 1772e positie in 2019.

## Videoclip
De bijbehorende videoclip is deels opgenomen op zowel een van de regenachtigste als eenzaamste eilanden in Europa: het onbewoonde eiland Hoy in de Orkneyeilanden net ten noorden het vasteland van Schotland. De video begint met een shot van Old Man of Hoy, een door erosie inmiddels losstaande rotsformatie van Hoy. In Nederland werd de videoclip destijds op televisie uitgezonden door de popprogramma's AVRO's Toppop, Countdown van Veronica en Popformule van de TROS.

## Covers
Er zijn enige covers van het nummer gemaakt, doch geen daarvan had commercieel succes, op die van Maurizzio na.

## Hitnoteringen

### Nederlandse Top 40
Het kwam niet verder dan plaats 4 in de Tipparade.

### Nationale Hitparade
| Positie: | 33 | 44 | 46 | 42 | 41 | 44 | uit |

### TROS Top 50
Hitnotering: 16-02-1984 t/m 15-03-1984. Hoogste noteting: #33 (1 week).

### TROS Europarade
Hitnotering:19-02-1984. Hoogste notering: #25 (1 week).

### Vlaamse Radio 2 Top 30
| Positie: | 25 | 12 | 18 | 23 | 20 | uit |

### Vlaamse Ultratop 50
| Positie: | 38 | 28 | 15 | 16 | 20 | 22 | uit |

### NPO Radio 2 Top 2000
Zorg dat je dit sjabloon alleen aanroept op een pagina gekoppeld aan Wikidata, of geef zelf een Wikidata-ID mee (zie uitleg).